# Ebertidia
Ebertidia là một chi bướm đêm thuộc họ Noctuidae.

## Loài
- Ebertidia hadenoides Boursin, 1967
- Ebertidia mamestrina (Butler, 1889)